# Bruant de Jankowski
Pour les articles homonymes, voir Jankowski.
Emberiza jankowskii
Espèce
Statut de conservation UICN

 EN A2bc+3bc+4bc : En danger
Le Bruant de Jankowski (Emberiza jankowskii) est une espèce de passereaux appartenant à la famille des Emberizidae.
Son nom est attribué au naturaliste polonais Michał Jankowski (en) (1842-1912).

## Répartition
Sen aire restreinte s'étend à travers le centre de la Manchourie ; il hiverne plus au sud, vers les rives nord de la mer Jaune.

## Habitat
Il se reproduit dans une grande diversité d'habitats ouverts de basse altitude, le plus souvent dans des prairies avec quelques buissons et petits arbres
Il est menacé par la perte de son habitat.